# Märkische Heide, märkischer Sand
Märkische Heide, märkischer Sand (auch geläufig als Märkische Heide, Brandenburghymne oder Steige hoch, du roter Adler) ist der Titel eines heimatorientierten Wander- und Marschliedes der 1920er und 1930er Jahre und der inoffiziellen Landeshymne Brandenburgs.

## Entstehung
Das Lied wurde nach Angaben von Gustav Büchsenschütz (1902–1996) an Christi Himmelfahrt, dem 10. Mai 1923, von ihm selbst gedichtet und komponiert. Die Idee für das Lied sei ihm als Mitglied der Wandervogelbewegung bei einer Übernachtung in der Jugendherberge von Neu-Vehlefanz gekommen. Angeblich verschwieg er den Jugendlichen zunächst seine Urheberschaft, um zu testen, wie es bei ihnen ankomme. Ein Gedenkstein erinnert dort heute daran.
Die in einem Interview befragte Margarete Seidel aus Schöneiche bei Berlin berichtet dagegen, dass der Text von einer Jugendgruppe des Bismarckbundes in Berlin-Friedrichshain gemeinsam gedichtet wurde. Büchsenschütz habe in der Jugendgruppe „Friedrich Wilhelm von Seydlitz“ nur die Melodie beigesteuert. Deren letzte Refrainsequenz ähnelt dem russischen Arbeiterlied von 1895: Smelo, towarischtschi, w nogu (Brüder, zur Sonne, zur Freiheit).

## Verwendung in der völkischen Bewegung
Bereits 1930 findet sich im Liederbuch für den Königin-Luise-Bund, die Frauenorganisation des Frontsoldatenbundes Stahlhelm, das Lied mit den abweichenden Textzeilen: „Brandenburg allwege – Sei unser Losungswort – Dem Hakenkreuz die Treue – und treu zu schwarz-weiß-rot – Heil auch dir, mein Deutschland – wie lange schläfst du noch? – Wir stehn dir bei im Streite – wirf ab das Sklavenjoch – Steige hoch, du roter Adler – und schüttle dein Gewand – Die innern und die äußern Feinde – vertreib aus unserm deutschen Land.“ Seit den 1920er Jahren war Büchsenschütz nach eigenen Angaben völkisch-national eingestellt, und seine eigene Urheberschaft des veränderten Textes wäre laut Ch. Jansen (TU-Berlin) plausibel. Auch der Historiker Daniel Siemens schätzt ein, Büchsenschütz habe schon 1923 tief im „völkischen Milieu“ gesteckt. Ab 1933 wurde das Lied, teilweise auch in dieser Hakenkreuz-Version, in Wehrmacht, SS, SA und HJ gesungen und in Volksliederbüchern abgedruckt.
Büchsenschütz bezeichnet 1934 das Lied in der Erstausgabe der von dem NSDAP-Gauleiter Wilhelm Kube publizierten Brandenburger Hefte als „Lied der nationalsozialistischen Erhebung“ und schrieb:

„Zunächst blieb es auch, so unpolitisch sein Inhalt auch sein mochte, ein ,Nazilied' und war daher bei Andersdenkenden verpönt. […] Und wie war der ‚politische Weg‘ des Liedes? Vom Bismarckorden ging es zum ,Frontbann‘ und zur SA und machte hier den Siegeszug der völkischen Bewegung mit, so dass es jetzt als vielgesungenes Lied der nationalsozialistischen Erhebung gilt. […] Gab es wegen dieses Liedes auch oft harte Zusammenstöße mit politischen Gegnern, so blieb die Kraft des Liedes dennoch ungebrochen. […] Auf den großen Veranstaltungen der NSDAP in Berlin im ,Sportpalast‘ und im Lustgarten erklang das Brandenburger Lied und warb immer neue Kämpfer für das neue Deutschland.“

## Hymne in Brandenburg
In der DDR war das Lied wegen seiner Bedeutung in der Zeit des Nationalsozialismus unerwünscht, ab 1952 möglicherweise auch, weil seit der Gebietsreform mit der Abschaffung der Länder und der Schaffung von Bezirken das Land Brandenburg nicht mehr existierte.
In der Bundesrepublik zählte die „Märkische Heide“ wie viele alte Marschlieder zum Liedgut der Bundeswehr. Im Oktober 1990 wurde es bei der konstituierenden Sitzung des ersten brandenburgischen Landtages gesungen.
Ebenso erklingt das Lied zu offiziellen Anlässen der Landesregierung Brandenburg; so zu Empfängen, aber auch zu Ehrungen von Personen.
Versuche der SPD (1994) und der DVU (2007), dem Lied den Status einer offiziellen Landeshymne zu verleihen, scheiterten im Landtag.

## Tonträger
Im Nationalsozialismus gab es mehrere Schallplattenveröffentlichungen mit einem Blasmusikarrangement von Paul Lincke, vorgetragen von Kapellen und Chören der SA und der Leibstandarte SS „Adolf Hitler“. Bei mehreren Single-Veröffentlichungen des Horst-Wessel-Liedes war das Lied auf die B-Seite gepresst. Diese Version fand sich auch später auf (teils  in Deutschland verbotenen) Nachkriegs-Zusammenstellungen.
Nach 1945 gehörte die Märkische Heide wie viele Heimatlieder zum Repertoire von Heino. Weitere Veröffentlichungen sind beispielsweise von den Schöneberger Sängerknaben oder dem Stabsmusikkorps der Bundeswehr belegt.

## Kontroversen
2008 forderten Teile der Linken erneut, auf die Verwendung des Liedes zu verzichten. Daraufhin nannte der Brandenburger SPD-Generalsekretär Klaus Ness die Forderung „an den Haaren herbeigezogen“, der Brandenburger CDU-Fraktionschef Thomas Lunacek verwies darauf, dass der Text „politisch unverfänglich“ sei. Manfred Stolpe (SPD) und Innenminister Jörg Schönbohm (CDU) warnten vor einer Verunglimpfung der Märkischen Heide als „Nazi-Lied“.